# Keith of the Border
Pour plus de détails, voir Fiche technique et Distribution.
Keith of the Border est un film américain réalisé par Clifford Smith, sorti en 1918.

## Synopsis
Jack Keith, un Texas Ranger, est envoyé à la frontière de l'État pour traquer le gang des Border Wolves et leur chef Black Bart.

## Fiche technique
- Titre original : Keith of the Borderl
- Réalisation : Clifford Smith
- Scénario : Alan James, d'après le roman de Randall Parrish (en)
- Photographie : Stephen Rounds
- Société de production : Triangle Film Corporation
- Société de distribution : Triangle Distributing Corporation
- Pays d'origine :  États-Unis
- Langue originale : anglais
- Format : noir et blanc — 35 mm — 1,37:1 — Film muet
- Genre : Western
- Durée : 50 minutes (5 bobines)
- Dates de sortie :  États-Unis : 17 février 1918
- Licence : Domaine public

## Distribution
- Roy Stewart : Jack Keith
- Josie Sedgwick : Hope Waite / Christie McClaire
- Norbert Cills : Black Bart
- Pete Morrison : Bill Scott
- William Ellingford : Général Waite
- Wilbur Higby : Docteur Fairban
- Alberta Lee : Mme Murphy